# Dorfkirche Pernitz (Golzow)

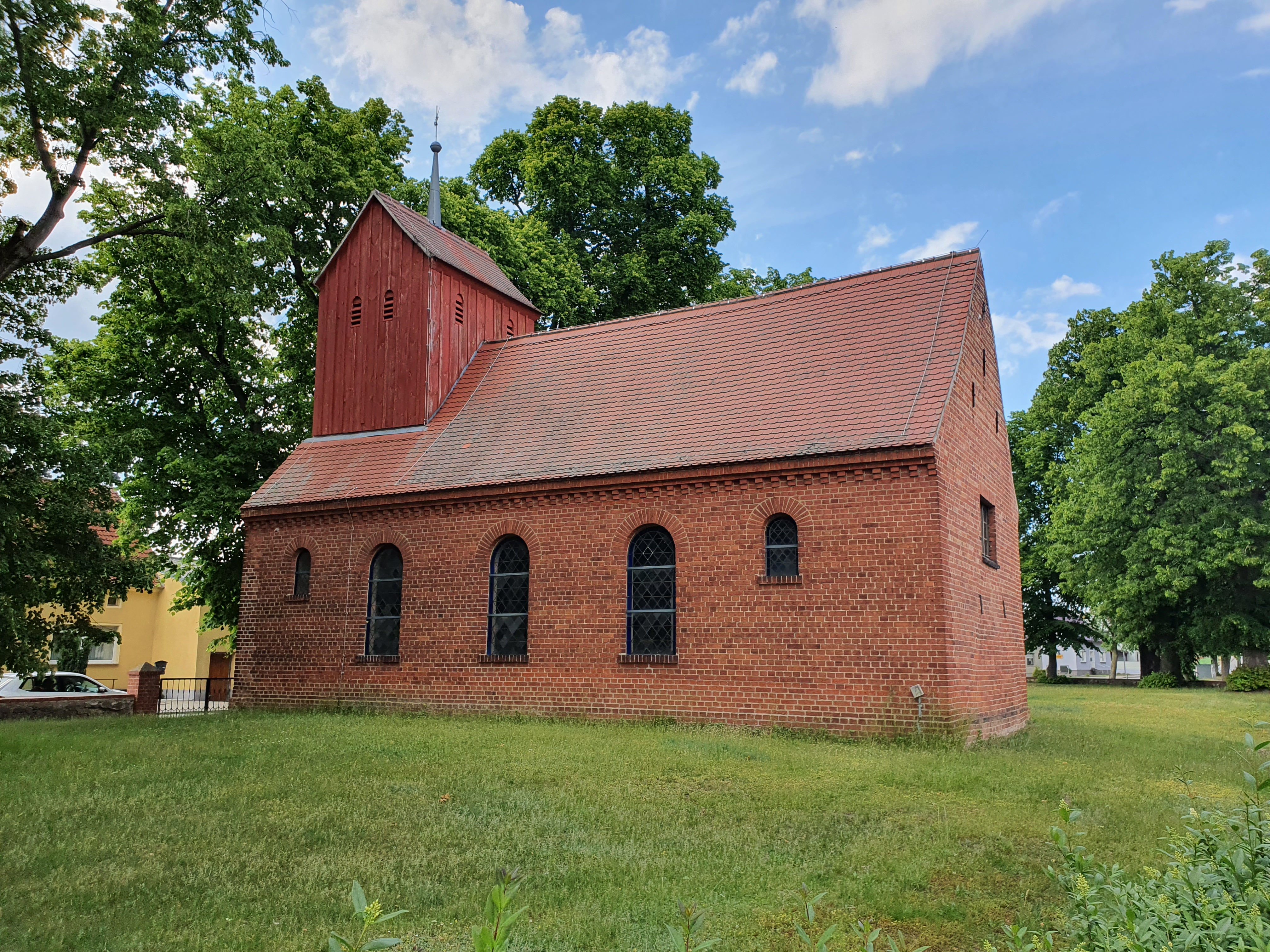
Dorfkirche Pernitz, Südostansicht

Die Dorfkirche Pernitz ist ein Kirchengebäude im Wohnplatz Pernitz der Gemeinde Golzow im Landkreis Potsdam-Mittelmark des deutschen Bundeslandes Brandenburg.

## Geschichte
Der ursprüngliche Bau stammt aus dem Jahr 1699 und war eine Lehmfachwerkkonstruktion. 1860 fand ein Umbau statt, bei dem das Gebäude mit Backstein ummantelt wurde. Außerdem wurden die Fenster zu Rundbogenfenstern erweitert. Über dem Westgiebel befindet sich ein verbretterter Dachturm. Das Gebäude wurde 2006 außen saniert.

## Innengestaltung
Die Kirche ist innen flachgedeckt. Der Innenraum enthält – anders als üblich – eine Ostempore. Diese trägt eine Brüstungsorgel mit einem Prospekt aus der Bauzeit. Davor befindet sich der Altaraufsatz aus dem 17. Jahrhundert. Die Kanzel und der Messingkronleuchter stammen aus der Mitte des 18. Jh.